# Shag Island (Goose Bay)
Shag Island is een onbewoond eiland in de Canadese provincie Newfoundland en Labrador. Het is met een oppervlakte van 6 ha bij verre het grootste eiland van de Goose Bay, een zuidelijke zij-arm van de Oost-Newfoundlandse Bonavista Bay.

## Geografie
Het volledig met bomen begroeide Shag Island is ruwweg ovaalvormig. Het ligt 750 meter ten oosten van het dorp Bloomfield en 750 meter ten zuidoosten van de gemeente Musgravetown. Het gehucht Brooklyn ligt aan de oostoever van de Goose Bay, op anderhalve kilometer van Shag Island.